# Luis Conte Agüero
Luis Conte Agüero, La voz más alta de Oriente (Santiago de Cuba, 6 de julio de 1924 - Miami, 12 de julio de 2025), fue un político, historiador y periodista cubano exiliado en EE. UU.

## Trayectoria
Nació en Santiago de Cuba el 6 de julio de 1924. Doctorado en Filosofía y Letras en la Universidad de La Habana en el año 1946. Desde joven militó  en los movimientos por la democracia y las libertades del pueblo cubano, siendo miembro del Partido Ortodoxo poniéndose del lado de la causa de los atacantes al Cuartel Moncada luego del Golpe de Estado de Fulgencio Batista y del lado del líder Fidel Castro de quien mereció respeto y confianza hasta los primeros días en que su línea de pensamiento divergió de la del líder de la Revolución cubana orientada hacia el comunismo. 
Como comentarista de radio y televisión y  militante del Partido Ortodoxo vivió momentos importantes como estar presente en el momento en que Eduardo Chibás realiza su última alocución al pueblo cubano y se dispara, participando en el traslado del cuerpo.  También protagoniza un llamado al duelo popular el día que fueron sepultados los muertos en el Asalto al Cuartel Moncada frustrando el intento de las fuerzas militares de realizarlo en secreto. Por esta acción fue acusado de Apología a un delito y  fue a juicio el 23 de octubre de 1953 en la misma causa de  los asaltantes en el que, aunque resultó absuelto, también estuvo en prisión. 
Mientras los asaltantes al Cuartel Moncada permanecían en prisión en la Isla de Pinos, sostuvo correspondencia con Fidel Castro parte de la cual fue publicada en el libro ‘’Cartas del Presidio: Anticipo de una Biografía de Fidel Castro’’ en el cual se destaca la evolución del pensamiento político del líder cubano y, se cree, fuera parte de los motivos de la enemistad posterior.

## Militancia
En su juventud militó el Partido Ortodoxo que tenía como lemas «Vergüenza contra dinero» y «Prometemos no robar» y como símbolo una escoba que barría todos los males de un Estado corrupto. En el exilio es declarado Secretario del Partido Ortodoxo.

## Etapa de amistad con Fidel Castro
En las cartas que se enviaron Luis Conte Agüero y Fidel Castro se observan elogios.
- “Tú eres el pedazo del fondo del pueblo que sobresale por encima del ambiente podrido” (12 de diciembre de 1953).
- “Aún conservo la pena de no haberte podido dar un abrazo y expresarte de palabra nuestra gratitud cuando estuviste preso en esta misma prisión” (12 de junio de 1954).
- “Te autorizo para que en mi nombre hagas cuantas declaraciones estimes necesarias y tomes cualquier decisión” (17 de julio de 1954).
- “Lidia te dirá la palabra, la forma en que me expresé con respecto a ti: ‘El hombre perfecto no existe, si existiera sería Luis Conte Agüero’” (31 de julio de 1954).
- “Se puede alegar a su favor  que es, sin lugar a dudas, el líder joven de más prestigio y capacidad intelectual de la última promoción republicana” a Jorge Mañach 17 de febrero de 1955
- Cuando Fulgencio Batista amnistió a los presos del Moncada, las primeras declaraciones de Fidel Castro en el programa “Ante la prensa”, en la emisora CMQ, a la pregunta de quién consideraba el cubano más indicado para ocupar la Presidencia de Cuba, dio el nombre de Luis Conte Agüero.

## Comunicador
CMKR, Radio Provincial de Santiago de Cuba, creada en 1935 por Jaime Nadal CMKC, también de la década de 1930, muy vinculada a Félix B. Caignet. Llamado por Ricardo Miranda Cortes uno de los socios de CMKW, Radio Cadena Oriental para trabajar con el  mexicano Robles de la Vega en el programa  “La hora de Guadalajara” en el que era el cantante fijo. Esta emisora se trasladó  para La Habana semanas antes del asalto al Cuartel Moncada en esa emisora condujo el programa “Habla Luis Conte Agüero” que lo dio a conocer en toda Cuba.
Presentador del canal TeleMiami. La Voz de América (VOA) en los programas denominados «Cita con Cuba» y «Amanecer Cubano» Radio Swan desde donde envió mensajes a los combatientes del Escambray en 1964. WRUL de New York.

En los 70 trabaja en Servicio Americano de Noticias (SAN), primera agencia de Noticias en Español, cuyas oficinas radicaban en el Nacional Press Buildind de Washington, con otros periodistas como Jack Anderson, Armando García Sifredo, Santiago Rey Perna y otros. Dice un discurso en el acto efectuado el 6 de diciembre de 2010 en el Monumento a los Caídos en la Invasión de Bahía de Cochinos, en el que expresó:
« En esta tarde de promesas y esperanzas, aplaudamos también, sostenidamente a las firmes, dignas, intensas, Damas de Blanco....» 

## Ruptura y exilio
La vida de Luis Conte Agüero ha transcurrido entre diferentes polos de opinión. Condenado por unos y alabado por otros. El 22 de marzo de 1960 Conte Agüero acusa al Partido Socialista Popular de una conspiración para apoderarse del gobierno.

Tras esto el 28 de marzo de 1960 en La Habana, ante micrófonos radiales y las cámaras de la TV cubana, Fidel Castro acusa a Luis Agüero de realizar campañas divisionistas. Se cree que una razón fuera la oposición suya al comunismo y la denuncia hecha en una carta abierta, publicada en Radio Progreso por Luis Conte, acerca del cambio de rumbo que contradecía  el anticomunismo previamente declarado públicamente por el líder cubano y en las cartas desde presidio. En una comparecencia televisiva y radial de cuatro horas Fidel Castro lo acusó de traición por criticar el rumbo comunista del gobierno diciendo:
“Los enemigos de la Revolución están muy conscientes del servicio que Luis Conte Agüero les ha prestado, y Luis Conte Agüero está muy consciente del servicio que le ha prestado a los enemigos de la Revolución” 
Ese día una turba auspiciada por Raúl Castro, Emilio Aragonés y Manuel Piñeiro lo insultaron y golpearon gritaron: "¡Paredón para Conte Agüero!". Luis Conte Agüero escapó de Cuba el 30 de octubre de 1960 refugiándose en la embajada de Argentina trasladándose luego a Estados Unidos.
En la posición diferente es alabado por grupos disidentes y personalidades del mundo. Es de las personas que han tenido algún acercamiento o contacto con el gobierno de EE. UU. Conte Agüero ha sido reconocido por Ronald Reagan y  George W. Bush quienes alaban por escrito su amistad. En 1962 recibió un mensaje personal del presidente John F. Kennedy después de la Invasión de bahía de Cochinos e invitado a la Casa Blanca por él antes de la Crisis de los misiles de Cuba de 1962. También se ha reunido con los presidentes Lyndon B. Johnson, Richard Nixon, Gerald Ford, Jimmy Carter y George H. W. Bush.
Las acusaciones de sus adversarios continúan hasta la actualidad en que sus detractores desaprueban estas relaciones con la Casa Blanca y otras como Luis Posada Carriles acusado de la voladura del Vuelo 455 de Cubana de aviación.

## Publicaciones
- Eduardo Chibás, el adalid de Cuba. Editorial La Moderna Poesía, Miami, 1987.
- Cuarenta libros de Historia, Filosofía, Política, Oratoria, Economía, Poesía.
- Cartas del Presidio: Anticipo de una Biografía de Fidel Castro, Publicada en La Habana por la Editorial Lex en 1959.
- Colección “Luis Conte Agüero” cedido a la Colección de la Herencia Cubana, de la biblioteca de la Universidad de Miami.[8]
- Mis Memorias. Cuba y América, Colección Histórica, mayo 2014.

## Membresías
- Presidente de la academia cubana de la historia en La Florida
- Presidente de la Universal Publishing inc.
- Caballero Comendador de Número y Placa de la Imperial Orden Hispánica de Carlos V. Sociedad Heráldica Española.

## Distinciones honoríficas
- Poeta de la Lengua Española (Ateneo, Madrid, España ,1975).
- El Poeta de la Hispanidad. "Presentación apoteótica" (Madrid, España, 2000).
- Día del Dr. Luis Conte-Agüero (Miami, 6 de julio de 2000).
- Caballero de la Gran Cruz de la Hermandad Nacional Monárquica de España

## Reconocimientos
- La avenida 27 desde calle 8 hasta Coral Way recibe el nombre de  Luis Conte Agüero
- Homenajeado por promover “Dios, Patria y Libertad”, incluyendo el Milagro de República Dominicana (1965) en que se resolvió una crisis que pudo haber sido sangrienta.[9]